# Велика Китайська рівнина
Велика Китайська рівнина, або Північнокитайська, Хуанхуайська(спрощ.: 华北平原; кит. трад.: 華北平原; піньїнь: Huáběi Píngyuán, хуабей пінюань) —  великомасштабний розломний рифтовий басейн, утворений у пізньому палеогені та неогені, а потім змінений відкладеннями Хуанхе.
Це найбільша алювіальна рівнина Китаю (висоти не більше 100 м, в деяких місцях 50 м нижче рівня моря) рівнина площею близько 325 тис. км², що простягнулася на 1000 км в басейні річок Хуанхе і Хуайхе, уздовж берегів Жовтого і Східнокитайського морів
Рівнина межує на півночі з горами Яньшань, на заході з Тайханшань, на півдні з горами Даб'є, а на сході омивається Жовтим і затокою Бохайвань. 
Річка Хуанхе протікає по рівнині, перш ніж її води впадають у Бохайвань.
Частину Північнокитайської рівнини навколо берегів середньої та нижньої течії Хуанхе зазвичай називають Центральною рівниною. 
Ця частина Північнокитайської рівнини стала колискою китайської цивілізації та є регіоном, звідки вийшов китайський народ Хань. 

Клімат субтропічний, мусонний. Літо вологе, зима суха. 
Часто відбуваються повені, які в минулому супроводжувалися значними змінами русел Хуанхе і Хуайхе. 
Через Велику Китайську рівнину в напрямку південь — північ прокладений Великий канал. 
Головний землеробський район Китаю. Основні культури — пшениця, бавовна, рис, арахіс. 
Велика Китайська рівнина густо заселена. Найбільші міста на її території — Пекін і Тяньцзінь.
У Китаї географічного поняття Велика Китайська рівнина не існує. На цій території китайські географи виділяють Північнокитайську рівнину, що займає північну, центральну і частково південну частину Великої Китайської рівнини, і Рівнину середньої та нижньої течії Янцзи (кит.: 长江 中下游 平原 Cháng-jiāng zhōng-xià-yóu píng-yuán), північна частина якої припадає на південну частину Великої Китайської рівнини. 